# Beltrán Arbeleche
Beltrán Arbeleche (* 12. September 1902 in Buenos Aires, Argentinien; † 1989) war ein Architekt.
Arbeleche wurde als Sohn von Beltrán Arbeleche und Marcelina Ferrari in Buenos Aires geboren. Er hatte einen ebenfalls später als Architekten tätigen Bruder namens Roberto (* 1905) und eine Schwester mit Namen Helena. Der Weg der Familie Beltrán Arbeleches führte sodann nach Montevideo, wo er die Escuela de Reyes besuchte. Seine weitere Ausbildung richtete Arbeleche sodann auf den Ingenieurberuf aus, wandte sich jedoch schließlich der ihm mehr liegenden Architektur zu. 1931, im Jahr seiner Heirat mit Azucena Ituño, schloss Arbeleche seine Ausbildung zum Architekten erfolgreich ab. Wenig später erhielt er eine Anstellung bei der Stadtverwaltung Montevideos, gab diese aber schon bald für eine sein späteres Schaffen bestimmende Tätigkeit bei der Banco de Seguros auf, die bis 1975 währte.
Arbeleche zeichnete für die Errichtung diverser stadtbildprägender Gebäude Montevideos wie beispielsweise die Administración Nacional de Puertos, die Bolsa de Comercio, das Instituto de Jubilaciones y Pensiones Civiles, das Edificio 14 de Mayo, die Banco de Seguros del Estado und das Centro Militar verantwortlich. Oft arbeitete er mit den Architekten Miguel Angel Canale (* 21. Juni 1902) und Italo Dighiero zusammen. 